# Jigorō Kanō
Jigorō Kanō (jap. 嘉納 治五郎 Kanō Jigorō; ur. 28 października 1860, w wiosce Mikage, w ówczesnej prowincji Settsu (obecnie część dzielnicy w Kobe), zm. 4 maja 1938) – twórca judo, "ojciec" japońskiego wychowania fizycznego.

## Życiorys
Kanō zaczął trenować jujutsu w wieku 17 lat. W 1882 roku skończył studia uniwersyteckie i został nauczycielem literatury i języka angielskiego na Wydziale Ekonomii Politycznej Uniwersytetu Gakushūin. 
W miarę postępów w nauce jujutsu, Kanō zaczął zauważać jego archaiczność i niedostosowanie do współczesnych mu czasów. Usunął więc z niego techniki zagrażające zdrowiu bądź życiu ćwiczących, dołączył nowe i w 1882 roku założył własną szkołę – Kōdōkan ("miejsce nauczania drogi"). W 1887 roku opracował ogólne techniki i elementy, które stale rozwijał. 
Jigorō Kanō był pierwszym Azjatą, który został członkiem Międzynarodowego Komitetu Olimpijskiego w 1909 roku. Był aktywnym działaczem. Jego starania przyczyniły się do przyznania Tokio organizacji Igrzysk Olimpijskich w 1940. Z powodu wybuchu II wojny światowej nie doszło do nich. Został odznaczony japońskim Orderem Wschodzącego Słońca.  W 1934 roku otrzymał Nagrodę Asahi.
Kanō zmarł 4 maja 1938 roku na statku Hikawa-maru, wracając do Japonii z Kairu, gdzie uczestniczył w posiedzeniu Międzynarodowego Komitetu Olimpijskiego. Został pochowany na cmentarzu w miejscowości Matsudo w prefekturze Chiba.